# 中部内陸線
中部内陸線（チュンブネリュクせん）は、大韓民国京畿道利川市と慶尚北道聞慶市を結ぶ、韓国鉄道公社（KORAIL）の鉄道路線である。
京畿道利川市の夫鉢駅から電鉄線と分岐して慶尚北道聞慶市の聞慶駅へ至る新設区間（利川聞慶線）は、2024年11月30日に全区間が開業し、将来的には聞慶線・慶北線と直通して、夫鉢駅から慶尚北道金泉市の金泉駅まで結ばれる予定である。なお、同区間は忠清北道忠州市において、ルートの決定をめぐり国土海洋部と忠州市が対立していたが、2008年12月から現地調査や世論調査が行われ、2009年3月2日、忠州市が求めていた忠北線忠州駅を経由するルートに決定した。
総事業費は1兆9,269億ウォンで、うち先行着工区間は1兆1,116億ウォン。
城南驪州線という仮称で当路線の一部として工事が進んでいた、城南市の板橋駅から京畿道驪州市の驪州駅までの区間は、京江本線に編入され、「首都圏電鉄京江線」として2016年9月24日に開業した。

## 歴史
- 1999年12月18日 - 建設交通部（当時）の「国家基幹交通網計画」に含まれる
- 2002年3月-7月 - 予備妥当性調査
- 2006年11月28日 - 夫鉢-甘谷間の基本計画の通知
- 2009年5月19日 - 基本計画の通知
- 2015年11月4日 - 利川-忠州間着工[4]
- 2016年4月29日 - 国土交通部が広域電鉄区間（仮称：城南驪州線）の駅名・路線名・営業距離を告示。京江本線（キョンガンほんせん）と命名され、当路線とは別線扱いとなった。[5]
- 2021年12月31日 - 夫鉢-忠州間が開業。
- 2023年12月28日 - 板橋まで延伸
- 2024年11月30日 - 忠州〜聞慶間開業[6]。

## 駅一覧
| 駅名         | 駅名         | 駅名             | 駅間キロ (km) | 累計キロ (km) | 駅 等級 | 駅種別 | 接続路線                                     | 所在地          | 所在地          |
| 日本語       | ハングル     | 英語             | 駅間キロ (km) | 累計キロ (km) | 駅 等級 | 駅種別 | 接続路線                                     | 所在地          | 所在地          |
| ------------ | ------------ | ---------------- | ------------- | ------------- | ------- | ------ | -------------------------------------------- | --------------- | --------------- |
| 夫鉢駅       | 부발역       | Bubal            | 0.0           | 0.0           |         |        | 韓国鉄道公社：●京江本線（京江電鉄線） (K418) | 京畿道          | 利川市          |
| 牙美信号場   | 아미신호장   | Ami              | 2.5           | 2.5           |         |        |                                              | 京畿道          | 利川市          |
| 加南駅       | 가남역       | Ganam            | 6.5           | 9.0           |         |        |                                              | 京畿道          | 驪州市          |
| 甘谷長湖院駅 | 감곡장호원역 | GamgokJanghowon  | 12.2          | 21.2          |         |        |                                              | 忠清北道        | 陰城郡          |
| 仰城温泉駅   | 앙성온천역   | Angseong Oncheon | 14.6          | 35.8          |         |        |                                              | 忠清北道        | 忠州市          |
| 金加信号場   | 금가신호장   | Geumga           | 11.8          | 47.6          |         |        |                                              | 忠清北道        | 忠州市          |
| 忠州駅       | 충주역       | Chungju          | 8.7           | 56.3          |         |        | 韓国鉄道公社：忠北線                         | 忠清北道        | 忠州市          |
| 乷味駅       | 살미역       | Salmi            | 10.3          | 66.6          |         |        |                                              | 忠清北道        | 忠州市          |
| 水安保温泉駅 | 수안보온천역 | Suanbooncheon    | 8.5           | 75.1          |         |        |                                              | 忠清北道        | 忠州市          |
| 延豊駅       | 연풍역       | Yeonpung         | 6.3           | 81.4          |         |        |                                              | 忠清北道        | 槐山郡          |
| 聞慶駅       | 문경역       | Mungyeong        | 11.3          | 92.7          |         |        | 韓国鉄道公社：聞慶線                         | 慶尚北道 聞慶市 | 慶尚北道 聞慶市 |